# José Maria la Porte
José María la Porte (ur. 2 marca 1968 w Madrycie) – ksiądz Opus Dei, pisarz, profesor Papieskiego Uniwersytetu Świętego Krzyża, doktor habilitowany nauk teologicznych w zakresie komunikacji społecznej. 

## Życiorys
W 1991 roku obronił pracę licencjacką z teologii na Uniwersytecie Navarry.
Był on również korespondentem prasowym tego uniwersytetu. Następnie w 1995 otrzymał tytuł magistra na Papieskim Uniwersytecie Świętego Krzyża w Rzymie z kierunku teologia. W roku 1997 otrzymał stopień doktorski na Uniwersytecie Northwestern w Chicago na kierunku Integrated Marketing Communications. Tytuł Profesora Podstaw Komunikacji Społecznej otrzymał w Rzymie na Papieskim Uniwersytecie Świętego Krzyża. Obecnie (2015) José Maria la Porte jest tam dziekanem na kierunku Komunikacja Społeczna. 
Zajmuje się również pracami badawczymi na włoskich oraz hiszpańskich uniwersytetach. Swoje prace oraz książki opiera na nauczanich José Marii Escrivy. Przedmiotem jego badań jest przede wszystkim Kościół jako instytucja i jej pozycja w mediach. Obiektem jego zainteresowań są również organizacje non-profit i działania z zakresu public relations. 

## Publikacje
- “Entusiasmar a la propia institución. Gestión de la comunicación interna en las organizaciones sin ánimo de lucro”, Ediciones

Internacionales Universitarias, Madrid 2001.
- “Comunicazione interna e management nel no-profit”, FrancoAngeli, Milano 2003
- Marc CARROGGIO y José María LA PORTE (a cura di), “Comunicazione di qualità tra Chiesa e media. Gli uffici stampa delle diocesi e le conferenze episcopali”, Atti del convegno della Facoltà di Comunicazione Sociale Istituzionale della Pontificia Università della Santa Croce, EDUSC, Roma 2002.
- José María LA PORTE, “La comunicación institucional como fundamento integrador”, pubblicato in ARRESE, A. (Coordinador), “Empresa informativa y mercados de la comunicación. Estudios en honor del Profesor Alfonso Nieto Tamargo”, Eunsa, Pamplona, 2003, pp.363-388.